# Francisco das Chagas Lima
Francisco das Chagas Lima (Curitiba, 1757 — Santana de Parnaíba, 1832) foi um padre, apóstolo do gentio, ídolo dos camés. Desempenhou papel de destaque na vida eclesiástica da Capitania de São Paulo, tendo sido o primeiro capelão da cidade de Aparecida, nomeado em 1780. Fundou, em 1801, a aldeia de São João Baptista de Queluz e dedicou-se à catequização dos índios puris da região entre a Serra da Mantiqueira e o Rio Paraíba do Sul, servindo como capelão da aldeia até 1808, quando foi substituído por José Francisco Rebouças de Palmas. É considerado o fundador de Guarapuava, onde teve uma importante participação na suas primeiras ocupações urbanas, estando suas cinzas localizadas no centro da Praça 9 de Dezembro.
Era irmão do cônego curitibano Manuel da Cruz Lima, pai de Diogo Antônio Feijó, regente do Império do Brasil.